# 鳥取県の観光地

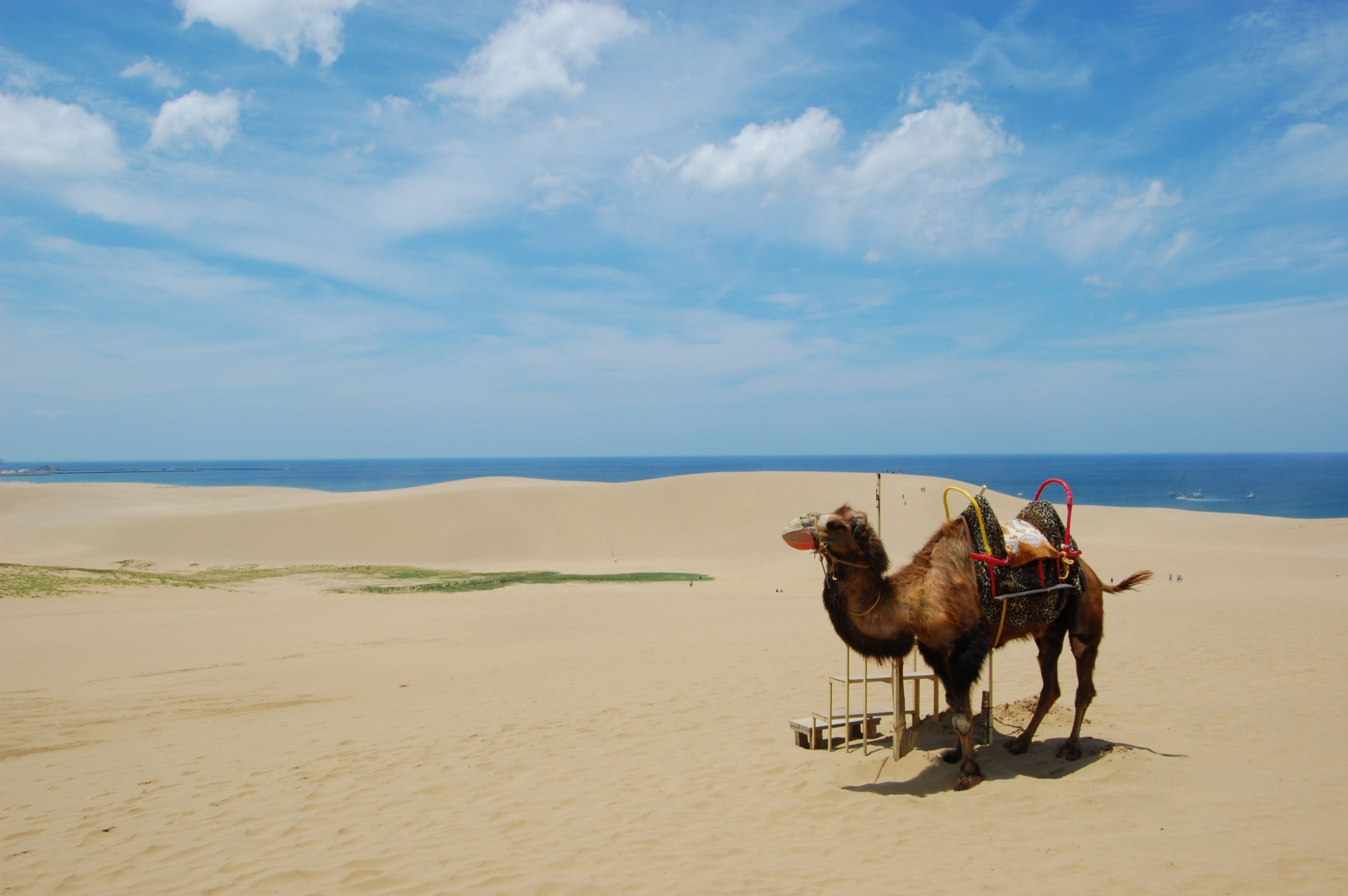
鳥取砂丘

鳥取県の観光地（とっとりけんのかんこうち）は、鳥取県内の主要な観光地に関する項目である。

## 観光統計
2019年の外国人観光客数は143,692人で、最も多かった国籍は香港で36,004人、韓国の34,502人、台湾の21,431人という。

### 地域別観光入込客数
2013年の観光入込客数（実人数）。
| 順位 | 地域名                     | 構成市町村                                                               | 観光入込客数（千人） |
| ---- | -------------------------- | ------------------------------------------------------------------------ | -------------------- |
| 1    | 鳥取砂丘・いなば温泉郷周辺 | 鳥取市（河原町、用瀬町、佐治町の全域と福部町の一部を除く）               | 2,938                |
| 2    | 境港周辺                   | 境港市                                                                   | 2,411                |
| 3    | 米子・皆生温泉周辺         | 米子市（淀江町の一部を除く）                                             | 1,536                |
| 4    | とっとり梨の花温泉郷周辺   | 倉吉市、湯梨浜町、三朝町、北栄町（旧北条町域）                           | 1,421                |
| 5    | 大山周辺                   | 南部町、伯耆町、米子市（淀江町の一部）、大山町（旧中山町を除く）、江府町 | 1,325                |
| 6    | 東伯耆周辺                 | 北栄町（旧大栄町域）、琴浦町、大山町（旧中山町域）                       | 686                  |
| 7    | 八頭                       | 鳥取市（河原町、用瀬町、佐治町域）、八頭町、若桜町、智頭町               | 222                  |
| 8    | 浦富海岸・岩井温泉周辺     | 岩美町、鳥取市（福部町の一部）                                           | 206                  |
| 9    | 奥日野周辺                 | 日南町、日野町                                                           | 164                  |
| 計   | 計                         | 計                                                                       | 10,909               |

### 温泉地入湯客数
2013年の入湯客数（入湯税から算出）。
| 順位 | 温泉地     | 市町名   | 入湯客数（人） | 前年比（%） |
| ---- | ---------- | -------- | -------------- | ----------- |
| 1    | 皆生温泉   | 米子市   | 474,858        | +18.7       |
| 2    | 三朝温泉   | 三朝町   | 388,733        | +4.6        |
| 3    | はわい温泉 | 湯梨浜町 | 140,149        | +5.1        |
| 4    | 鳥取温泉   | 鳥取市   | 77,560         | +3.4        |
| 5    | 東郷温泉   | 湯梨浜町 | 31,871         | +19.4       |
| 6    | 吉岡温泉   | 鳥取市   | 29,719         | -25.1       |
| 7    | 鹿野温泉   | 鳥取市   | 17,370         | +0.5        |
| 8    | 関金温泉   | 倉吉市   | 14,845         | +12.5       |
| 9    | 岩井温泉   | 岩美町   | 14,466         | +8.6        |
| 10   | 浜村温泉   | 鳥取市   | 5,435          | +26.6       |
| 計   | 計         | 計       | 1,195,006      | +9.2        |

## 対象別

### 文化財等

#### 国宝建築
- 三仏寺 - 奥院（投入堂）

- 三仏寺投入堂

#### 国の名勝
- 浦富海岸（岩美町）
- 観音院庭園（鳥取市）
- 三徳山（三朝町）
- 小鹿渓（三朝町）
- 深田氏庭園（米子市）
- 尾崎氏庭園（湯梨浜町）

- 浦富海岸（鴨ガ磯）
- 観音院庭園
- 小鹿渓

#### 特別天然記念物
- 大山のダイセンキャラボク純林

#### 重要伝統的建造物群保存地区
- 打吹玉川 （倉吉市）
- 所子（大山町）

- 打吹玉川

#### 重要文化的景観
- 智頭の林業景観

#### 重要文化財・史跡等
特別史跡
- 斎尾廃寺跡

- 重要文化財 仁風閣
- 重要文化財 石谷家住宅
- 国の史跡 妻木晩田遺跡
- 国の史跡 鳥取城

#### 登録記念物
- 石谷氏庭園
- 小川氏庭園
- 摩尼山

- 石谷氏庭園

#### 文化施設
博物館・美術館
水族館
- かにっこ館

- 倉吉博物館・倉吉歴史民俗資料館
- 鳥取県立氷ノ山自然ふれあい館響の森
- 鳥取二十世紀梨記念館
- 米子市美術館

#### 県民の建物100選
- 門脇家住宅（重要文化財）
- 鹿野のまちなみ
- 宇倍神社
- 旧鳥取高等農業学校

#### その他
- 山陰海岸ジオパーク

### 公園等

#### 国立・国定・国営公園
- 国立公園
  - 大山隠岐国立公園
  - 山陰海岸国立公園
- 国定公園
  - 氷ノ山後山那岐山国定公園
  - 比婆道後帝釈国定公園

- 大山隠岐国立公園（大山剣ヶ峯）
- 山陰海岸国立公園（浦富海岸の千貫松島）
- 氷ノ山後山那岐山国定公園（氷ノ山）

#### ラムサール条約登録地域
- 中海

#### 県立自然公園
- 三朝東郷湖県立自然公園
- 奥日野県立自然公園
- 西因幡県立自然公園

- 三朝東郷湖県立自然公園
（東郷湖）
- 奥日野県立自然公園
（石霞渓）

#### 県立都市公園
- 風紋広場
- 東郷湖羽合臨海公園
  - 燕趙園
- コカ・コーラウエストスポーツパーク（布勢総合運動公園）
- だんだん広場

- 燕趙園

#### 大型公園・動物園・植物園・遊園地
大型公園
動物園・植物園・遊園地
- とっとり花回廊

- 樗谿公園
- 打吹公園
- とっとり花回廊

#### 恋人の聖地
- 大山・桝水高原
- 白兎海岸

- 白兎海岸

### 祭事・行事
- 鳥取しゃんしゃん祭(鳥取市）
- 米子がいな祭（米子市）
- 麒麟獅子
- 打吹まつり（倉吉市）
- みなと祭（境港市）
- 大山ミュージックリゾート

- 鳥取しゃんしゃん祭

## 地域別

### 東部地区
- 鳥取市 - 鳥取砂丘（砂の美術館、鳥取砂丘オアシス広場、鳥取砂丘リフト、鳥取砂丘ビジターセンター、鳥取砂丘情報館など）、鳥取城址、白兎神社、鳥取港海鮮産物市場かろいち、宇倍神社、湖山池、わらべ館、吉岡温泉、城下町鹿野、仁風閣、白兎海岸、稲葉山、河原城、鳥取市さじアストロパーク、鳥取温泉、雨滝、浜村温泉、鳥取県立博物館、鳥取砂丘こどもの国、魚見台、砂丘温泉ふれあい会館、大雲院、久松公園、住吉神社、聖神社、鳥取市立歴史博物館、流しびなの館、麒麟獅子舞、鳥取しゃんしゃん祭
- 岩美町 - 浦富海岸・浦富海水浴場、道の駅きなんせ岩美、黒島、岩井温泉
- 智頭町 - 那岐山、諏訪神社、智頭宿（石谷家住宅など）
- 若桜町 - 道の駅若桜、不動院岩屋堂
- 八頭町 -

- 久松公園
- 湖山池
- 智頭宿
- 不動院岩屋堂

### 中部地区
- 倉吉市 - 倉吉パークスクエア（鳥取二十世紀梨記念館、倉吉未来中心など）、打吹玉川、道の駅犬挟、関金温泉、打吹公園、上蒜山、永昌寺、極楽寺、SUN-IN未来ウオーク、前田寛治大賞展
- 三朝町 - 三朝温泉、三仏寺投入堂、三徳山、三朝バイオリン美術館
- 湯梨浜町 - 燕趙園・道の駅燕趙園、東郷湖、はわい温泉、道の駅はわい、倭文神社、東郷温泉、亀石、不動滝
- 琴浦町 - 道の駅ポート赤碕、大山滝、船上山
- 北栄町 - 青山剛昌ふるさと館、道の駅大栄、お台場公園

- 三朝温泉
- 大山滝

### 西部地区
- 米子市 - 皆生温泉、米子城、大山トムソーヤ牧場、山陰歴史館、弓ヶ浜、大神山神社、中海、上淀廃寺跡・上淀白鳳の丘展示館、湊山公園、皆生温泉海遊ビーチ、米子水鳥公園、米子市美術館、日吉神社神幸神事、全日本トライアスロン皆生大会、米子がいな祭
- 境港市 - 水木しげるロード（水木しげる記念館、妖怪神社、河童の泉など）、江島大橋、境港さかなセンター、夢みなとタワー、大漁市場なかうら、海とくらしの史料館、境水道大橋、夢みなと公園、境線イラスト列車
- 日吉津村 -
- 大山町 - 大山、大山寺、妻木晩田遺跡、大野池、大神山神社奥宮、鳥取県立大山自然歴史館、賽の河原、大山道、だいせんホワイトリゾート、道の駅大山恵みの里
- 南部町 - とっとり花回廊、白山神社、金華山
- 伯耆町 - 大山まきば、桝水高原（大山ますみず高原 天空リフト、桝水高原スキー場など）、植田正治写真美術館
- 日野町 - 金持神社
- 日南町 - 花見山、石霞渓
- 江府町 - 道の駅奥大山、鍵掛峠

- 皆生温泉
- 水木しげる記念館
- 大山寺
- 植田正治写真美術館